# Elaphoglossum nivosum
Elaphoglossum nivosum là một loài thực vật có mạch trong họ Lomariopsidaceae. Loài này được (Kunze) Mickel mô tả khoa học đầu tiên năm 1991.